# 390 f.Kr.

## Händelser

### Efter plats

#### Romerska republiken
- 18 juli
  - Den senoniske hövdingen Brennus från Italiens adriatiska kust leder i slaget vid Allia en armé av cisalpinska galler i deras anfall mot Rom. De erövrar hela staden, utom Capitoliumkullen, som försvaras framgångsrikt av romarna. Romarna försöker dock köpa sig fria från Brennus, när de ser sin stad ödelagd och går med på att betala ettusen pund i guldvikt.
  - Medan Brennus bråkar om guldvikten med romarna uppenbarar sig den förvisade diktatorn Marcus Furius Camillus med en armé och vägrar låta honom ta guldet. I ett inledande slag genom Roms gator körs gallerna ut ur staden och i ett andra slag en bit från staden besegrar Camillus dem, vilket ger honom epitetet Roms andre grundläggare, för att han har räddat staden.

#### Egypten
- Farao Hakor (Akoris) av Egypten ingår en trippelallians med kung Evagoras av Cypern och Aten.

### Efter ämne

#### Arkitektur
- Aiskulapiostemplet byggs i Epidauros.

## Födda
- Tollundmannen (född omkring detta år, baserat på att han var omkring fyrtio år vid sin död omkring 350 f.Kr.)
- Neaira (hetär) (född omkring detta år, baserat på att hon var omkring femtio år omkring 340 f.Kr.)

## Avlidna
- Andokides, atensk orator och politiker (född 440 f.Kr.)